# Suisse du Nord-Ouest
La Suisse du Nord-Ouest est une grande région suisse et une entité géographique.
La grande région correspond, selon la classification de l'Office fédéral de la statistique, aux cantons d'Argovie, de Bâle-Ville et Bâle-Campagne.

## Géographie
Cette région se situe sur plusieurs parties de différents cantons suisses mais elle constitue une vraie entité géographique. La frontière naturelle avec d'autres grandes régions de Suisse est la chaîne de montagnes du Jura.
Au sens strict cette région géographique correspond :
- au canton de Bâle-Ville ;
- au canton de Bâle-Campagne ;
- aux districts de Rheinfelden et de Laufenburg du canton d'Argovie, ainsi que quatre autres communes du district de Brugg et une du district d'Aarau (voir Fricktal) ;
- aux districts de Dorneck et de Thierstein du canton de Soleure.

Souvent, le terme utilisé au sens large et inclus alors l'ensemble des cantons de Bâle-Ville, de Bâle-Campagne, Argovie et de Soleure.

## Population
Environ 552 000 personnes vivent dans l'entité géographique du nord-ouest de la Suisse, dont plus de 88 % vivent en milieu urbain de l'agglomération de Bâle. La proportion d'étrangers est de 21,4 % (0,2 point en dessous de la moyenne suisse).
La grande région statistique Suisse du Nord-Ouest compte une population de 999 000 habitants, soit les trois cantons d'Argovie, de Bâle-Ville et Bâle-Campagne.

## Source
- (fr) Communiqué de presse mai 1999 Office fédéral de la statistique